# AD Cerro de Reyes
AD Cerro de Reyes was een Spaanse voetbalclub uit Badajoz. De club werd in 1980 opgericht en speelde haar wedstrijden in het Estadio José Pache.
Tot 1999 speelde de club in de regionale competities. Hierna speelde de club tot 2005 in de Tercera División. In 2006 redde de voorzitter plaatsgenoot CD Badajoz van een faillissement. De club nam wel de plaats van Badajoz in de Segunda División B in. Na één seizoen degradeerde Cerro de Reyes weer maar in 2009 werd de club kampioen en speelt sindsdien weer in de Segunda División B. In februari 2011 werd de club wegens financiële problemen uit de competitie genomen en hierna opgeheven. In het seizoen 2012/13 startte navolger Sporting Club Cerro de Reyes.